# بلاد شرق (یمن)
 بلاد شرق  (در عربی:  بلاد اَلشَرق )
نام روستایی است در دهستان القرعة از توابع استان رَیمه در کشور یمن در شبه جزیره عربستان.

## جمعیت
جمعیت آن (۹۰ ) نفر (۸ خانوار) می‌باشد.